# Roger Blin
Roger Blin (22 de marzo de 1907 – 21 de enero de 1984) fue un actor y director teatral de nacionalidad francesa, conocido por llevar a escena numerosas piezas de Samuel Beckett y por dar divulgar entre el público francés la obra de Jean Genet.

## Biografía
Nacido en Neuilly-sur-Seine, Francia, era hijo de un médico. Cursó estudios superiores de letras, dedicándose pronto al teatro, haciendo también algunas incursiones en el periodismo, destacando su colaboración con La Revue du cinéma como crítico cinematográfico.
Antonin Artaud le hizo debutar en el teatro. Miembro del Groupe Octobre, trabajó también con Jean-Louis Barrault. En 1949 fue director del Théâtre de la Gaîté-Montparnasse. 
También diseñador, dibujó numerosas obras en papel. Con respecto a esta faceta de su vida, el Festival de Aviñón le rindió homenaje en 1983 con una importante exposición concebida por Alin Avila y Michèle Meunier.
Roger Blin falleció en 1984 en Évecquemont, Francia, a causa de un ataque cardiaco. Fue enterrado en el Cementerio del Père-Lachaise.

## Teatro

### Actor
- 1935 : Les Cenci, a partir de Stendhal, escenografía de Antonin Artaud, Théâtre de l'Étoile
- 1937 : Ubu enchaîné, de Alfred Jarry, escenografía de Sylvain Itkine, Teatro de la Exposición Internacional de París de 1937
- 1937 : Rêves sans provision, de Ronald Gow, escenografía de Alice Cocéa, Teatro de los Campos Elíseos
- 1937 : El cerco de Numancia, de Miguel de Cervantes, escenografía de Jean-Louis Barrault, Théâtre Antoine
- 1938 : La Cruche Cassée, de Heinrich von Kleist, escenografía de Georges Douking, Théâtre des Ambassadeurs
- 1939 : Hamlet ou Les suites de la piété filiale, de Jules Laforgue, escenografía de Charles Granval, Théâtre de l'Atelier
- 1939 : Hambre, a partir de Knut Hamsun, adaptación y escenografía de Jean-Louis Barrault, Théâtre de l'Atelier
- 1946 : Le Cocu magnifique, de Fernand Crommelynck, escenografía de Jean-Louis Barrault, Théâtre des Célestins
- 1947 : Les Épiphanies, de Henri Pichette, escenografía de Georges Vitaly, Théâtre des Noctambules
- 1950 : La Grande et la Petite Manœuvre, de Arthur Adamov, escenografía de Roger Blin, Théâtre des Noctambules
- 1953 : Esperando a Godot, de Samuel Beckett, escenografía de Roger Blin, Théâtre de Babylone
- 1957 : Final de partida, de Samuel Beckett, escenografía de Roger Blin, Royal Court Theatre de Londres y Teatro de los Campos Elíseos
- 1959 : Los endemoniados, de Albert Camus a partir de Fiódor Dostoyevski, escenografía de Albert Camus, Théâtre Antoine
- 1960 : El balcón, de Jean Genet, escenografía de Peter Brook, Théâtre du Gymnase Marie-Bell
- 1961 : Esperando a Godot, de Samuel Beckett, escenografía de Sergio Gerstein y Alberto Giacometti, Teatro del Odéon
- 1961 : The Caretaker, de Harold Pinter, escenografía de Roger Blin, Théâtre de Lutèce
- 1963 : Los días felices, de Samuel Beckett, Teatro del Odéon
- 1963 : Divinas palabras, a partir de Ramón María del Valle-Inclán, escenografía de Roger Blin, Teatro del Odéon
- 1969 : Le Jardin aux betteraves, escrita y puesta en escena por Roland Dubillard, Théâtre de Lutèce
- 1969 : Les Nonnes, de Eduardo Manet, Théâtre de Poche Montparnasse
- 1973 : Le Cochon noir, escrita y puesta en escena por Roger Planchon, Teatro Nacional Popular
- 1977 : Lady Strass, de Eduardo Manet, Théâtre de Poche Montparnasse

### Director
- 1949 : Sonate des spectres, de August Strindberg
- 1950 : La Grande et la Petite Manœuvre, de Arthur Adamov, Théâtre des Noctambules
- 1952 : La Parodie, de Arthur Adamov, Théâtre Lancry
- 1952 : Le Service des pompes, de Francis Garnung, Théâtre Lancry
- 1953 : Esperando a Godot, de Samuel Beckett, Théâtre de Babylone
- 1956 : Marée basse, de Jean Duvignaud, Théâtre des Noctambules
- 1957 : Final de partida, de Samuel Beckett, Royal Court Theatre de Londres y Teatro de los Campos Elíseos
- 1959 : Los negros, de Jean Genet, Théâtre de Lutèce
- 1960 : La última cinta de Krapp, de Samuel Beckett, Théâtre Récamier
- 1960 : Le Lion, de Amos Kenan, Théâtre de Lutèce
- 1961 : The Caretaker, de Harold Pinter, Théâtre de Lutèce
- 1961 : Los negros, de Jean Genet, Royal Court Theatre de Londres
- 1963 : Los días felices, de Samuel Beckett, Teatro del Odéon
- 1963 : Divinas palabras, a partir de Ramón María del Valle-Inclán, Teatro del Odéon
- 1964 : Fête à Harlem, de Melvin Van Peebles, Festival du Jeune Théâtre de Lieja
- 1965 : Esperando a Godot, de Samuel Beckett, Grenier de Toulouse
- 1965 : Hommes et pierres, de Jean-Pierre Faye, Teatro del Odéon
- 1966 : Los biombos, de Jean Genet, Teatro del Odéon
- 1968 : Les Charognards, de Robert Weingarten, Casa de la Cultura de Thonon-les-Bains
- 1969 : Les Nonnes, de Eduardo Manet, Théâtre de Poche Montparnasse
- 1970 : Esperando a Godot, de Samuel Beckett, Théâtre Récamier
- 1971 : La Nuit des assassins, a partir de José Triana, Théâtre Récamier
- 1971 : Le Personnage combattant, de Jean Vauthier, escenografía con Jean-Louis Barrault, Théâtre Récamier
- 1972 : Où boivent les vaches, de Roland Dubillard, Théâtre Récamier
- 1972 : Macbeth, de William Shakespeare
- 1974 : Les Émigrés, de Sławomir Mrożek, Théâtre d'Orsay
- 1976 : Boesman et Lena, de Athol Fugard, Théâtre de la Cité internationale
- 1976 : Encore, música de Carlos Roque Alsina y libreto de Arié Dzierlatka
- 1977 : Lady Strass, de Eduardo Manet, Théâtre de Poche Montparnasse
- 1978 : Minamata and Co, a partir de Osamu Takahashi, Théâtre de la Commune
- 1978 : Esperando a Godot, de Samuel Beckett, Comédie-Française : Teatro del Odéon
- 1979 : M'appelle Isabelle Langrenier, de Jean-Louis Bauer, Théâtre national de Chaillot
- 1981 : Ai-je dit que je suis bossu ?, de François Billetdoux, Théâtre Montparnasse
- 1981 : Le Président, de Thomas Bernhard, Théâtre de la Michodière
- 1981 : Le Bleu de l'eau de vie, de Carlos Semprún Maura, Comédie-Française en el Teatro del Odéon
- 1983 : Triptyques, de Max Frisch, Teatro del Odéon
- 1983 : Rue noire, de Any Diguet, Théâtre de l'Épée de Bois

## Filmografía

### Cine
- 1925 : Napoleón, de Abel Gance
- 1930 : Vagabonds imaginaires
- 1933 : La Rue sans nom, de Pierre Chenal – solo codirector y coguionista
- 1934 : Zouzou, de Marc Allégret
- 1935 : Taxi de minuit, de Albert Valentin
- 1936 : Un gran amor de Beethoven, de Abel Gance
- 1936 : Sous les yeux d'Occident, de Marc Allégret
- 1936 : La vie est à nous, de Jean Renoir
- 1936 : Les Mutinés de l'Elseneur, de Pierre Chenal
- 1936 : Jenny, de Marcel Carné
- 1937 : La Citadelle du silence, de Marcel L'Herbier
- 1937 : La Dame de pique, de Fedor Ozep
- 1937 : L'Alibi, de Pierre Chenal
- 1938 : La Tragédie impériale, de Marcel L'Herbier
- 1938 : Rendez-vous Champs-Élysées, de Jacques Houssin
- 1938 : Le Temps des cerises, de Jean-Paul Le Chanois
- 1938 : L'Affaire Lafarge, de Pierre Chenal
- 1938 : Adrienne Lecouvreur, de Marcel L'Herbier
- 1938 : Entrée des artistes, de Marc Allégret
- 1939 : Le monde tremblera, de Richard Pottier
- 1939 : L'Esclave blanche, de Marc Sorkin
- 1939 : Louise, de Abel Gance
- 1940 : Battement de cœur, de Henri Decoin
- 1941 : Volpone, de Maurice Tourneur
- 1942 : L'Âge d'or, de Jean de Limur
- 1942 : Dernier Atout, de Jacques Becker
- 1942 : Les Visiteurs du soir, de Marcel Carné
- 1943 : Le Capitaine Fracasse, de Abel Gance
- 1943 : Adieu Léonard, de Pierre Prévert
- 1943 : Le Corbeau, de Henri-Georges Clouzot
- 1943 : Douce, de Claude Autant-Lara
- 1943 : Le Colonel Chabert, de René Le Hénaff
- 1944 : Premier de cordée, de Louis Daquin
- 1945 : La Vie de bohème, de Marcel L'Herbier
- 1945 : Le Jugement dernier, de René Chanas
- 1946 : Le Couple idéal, de Bernard Roland y Raymond Rouleau
- 1947 : Pour une nuit d'amour, de Edmond T. Gréville
- 1948 : La Bergère et le Ramoneur, de Paul Grimault
- 1949 : Histoires extraordinaires, de Jean Faurez
- 1949 : Hans le marin, de François Villiers
- 1949 : La Dernière Nouvelle, de Rune Hagberg y Georges Patrix
- 1950 : Vagabonds imaginaires, de Alfred Chaumel, con Jean-Louis Barrault y Charles Dullin[5]
- 1950 : Orphée, de Jean Cocteau
- 1951 : Adventures of Captain Fabian, de William Marshall
- 1951 : Le Bagnard, de Willy Rozier
- 1952 : Torticola contre Frankensberg, de Paul Paviot
- 1952 : Le Roi et l'Oiseau, de Paul Grimault y Pierre Grimault
- 1952 : Piedalu fait des miracles, de Jean Loubignac
- 1954 : Le Chevalier de la nuit, de Robert Darène
- 1955 : À toi de jouer Callaghan, de Willy Rozier
- 1956 : Notre-Dame de Paris, de Jean Delannoy
- 1959 : Les Tripes au soleil, de Claude Bernard-Aubert
- 1959 : Les Étoiles de midi, de Jacques Ertaud y Marcel Ichac
- 1959 : La belle saison est proche, de Jean Barral
- 1961 : Paris Blues, de Martin Ritt
- 1964 : Aimez-vous les femmes ?, de Jean Léon
- 1965 : Le Dernier Matin d'Edgar Allan Poe, de Jean Barral
- 1965 : Le Dernier Matin d'Arthur Rimbaud, de Jean Barral
- 1965 : Qui a donc rêvé ?, de Liliane de Kermadec
- 1965 : Les Larmes de crocodiles, de Robert Delpire
- 1966 : Voilà l'ordre, de Jacques Baratier
- 1966 : Marie Soleil, de Antoine Bourseiller
- 1966 : Les Ruses du diable, de Paul Vecchiali
- 1967 : La Loi du survivant, de José Giovanni
- 1967 : Le Dimanche de la vie, de Jean Vautrin
- 1967 : Le Désordre à vingt ans, de Jacques Baratier
- 1970 : Trop petit mon ami, de Eddy Matalon
- 1971 : Le Traité du Rossignol, de Jean Fléchet
- 1974 : Dada au cœur, de Claude Accursi
- 1975 : Lo importante es amar, de Andrzej Żuławski
- 1975 : Aloïse, de Liliane de Kermadec
- 1975 : Lily quiéreme (Lily aime-moi), de Maurice Dugowson
- 1975 : Il faut vivre dangereusement, de Claude Makovski
- 1976 : Jamais plus toujours, de Yannick Bellon
- 1977 : Solveig et le violon turc, de Jean-Jacques Grand-Jouan
- 1977 : Le Vieux Pays où Rimbaud est mort, de Jean Pierre Lefebvre
- 1978 : Couleur chair, de François Weyergans
- 1979 : L'Adolescente, de Jeanne Moreau
- 1982 : Cinq et la peau, de Pierre Rissient

### Televisión
- 1960 : Les Trois Sœurs, de Jean Prat
- 1962 : Le Navire étoile, de Alain Boudet
- 1962 : Quatrevingt-treize, de Alain Boudet
- 1964 : Le Petit Claus et le Grand Claus, de Pierre Prévert
- 1968 : Les Compagnons de Baal, de Pierre Prévert
- 1971 : Mesure pour mesure, de Marcel Bluwal
- 1973 : La Ligne d'ombre, de Georges Franju
- 1975 : La Croisée, de Raoul Sangla
- 1975 : Que voyez-vous Miss Ellis ?, de Claude Mourthé
- 1979 : Les Petits Soirs, de Raoul Sangla
- 1981 : Vendredi ou la Vie sauvage, de Gérard Vergez
- 1982 : La Neige et la cendre, de Jacques Espagne
- 1983 : L'Hôpital de Leningrad, de Sarah Maldoror

## Galardones
- Gran Premio Nacional de Teatro en 1976.